# À l'Auditorium Saint-Germain des Prés
À l'Auditorium Saint-Germain des Prés est un DVD live de l'auteur-compositeur-interprète Anne Sylvestre, sorti en 2003.

C'est l'enregistrement de la création de l'album Les Chemins du vent du 5 novembre 2003 au 3 janvier 2004 à l'Auditorium Saint Germain à Paris.

## Liste des titres
1. Les Oiseaux du rêve
2. C’est chouette
3. La Peau de l’ours
4. Éléonore
5. Que vous êtes beaux
6. Le Deuxième œil
7. Gulliverte
8. Carcasse
9. Le p'tit grenier
10. Compostelle
11. Tout s'mélange
12. Les Chemins du vent
13. Berceuse de Bagdad
14. La Cathédrale de papier
15. Un cœur sur les bras
16. Chanson d’amour à l’envers
17. Berthe
18. Lazare et Cécile
19. Les Hormones Simone
20. Présentation des musiciens et de l'équipe du spectacle
21. Comme un grand cerf-volant
22. Qu’est-ce que j’oublie
23. Langue de pute
24. Parti-partout
25. Trop tard pour être une star
26. Générique de fin du programme